# Ostoja Nadbużańska
Ostoja Nadbużańska este o arie protejată (sit de importanță comunitară — SCI) din Polonia întinsă pe o suprafață de 46.036,74 ha, integral pe uscat.

## Localizare
Centrul sitului Ostoja Nadbużańska este situat la coordonatele 52°25′35″N 22°32′47″E / 52.4263°N 22.5464°E.

## Înființare
Situl Ostoja Nadbużańska a fost declarat sit de importanță comunitară în aprilie 2004 pentru a proteja 3 specii de plante și 21 de specii de animale.

## Biodiversitate
Situată în ecoregiunea continentală, aria protejată conține 16 habitate naturale: Vegetație psamofilă uscată cu pășuni deschise de Corynephorus și Agrostis, Ape stătătoare oligotrofe până la mezotrofe, cu vegetație de Littorelletea uniflorae și/sau de Isoëto-Nanojuncetea, Lacuri eutrofice naturale cu vegetație de tip Magnopotamion sau Hydrocharition, Râuri cu maluri nămoloase cu vegetație de Chenopodion rubri p.p. și Bidention p.p., Pajiști uscate europene, Pajiști calcaroase din nisipuri xerice, Pajiști uscate seminaturale și facies de acoperire cu tufișuri pe substraturi calcaroase (Festuco-Brometalia) (* situri importante pentru orhidee), Pajiști cu Molinia pe soluri calcaroase, turboase sau argilos-nămoloase (Molinion caeruleae), Liziere de ierburi înalte hidrofile de câmpie și de nivel montan până la alpin, Pajiști aluvionare inundabile, de Cnidion dubii, Fânețe de joasă altitudine (Alopecurus pratensis, Sanguisorba officinalis), Păduri de stejar și carpen Galio-Carpinetum, Păduri aluvionare cu Alnus glutinosa și Fraxinus excelsior (Alno-Padion, Alnion incanae, Salicion albae), Păduri mixte riverane de Quercus robur, Ulmus laevis și Ulmus minor, Fraxinus excelsior sau Fraxinus angustifolia, de-a lungul marilor râuri (Ulmenion minoris), Păduri stepice euro-siberiene cu Quercus spp., Păduri central-europene de pin scoțian cu licheni.
La baza desemnării sitului se află mai multe specii protejate:
- plante (3): Angelica palustris, dedițelul (Pulsatilla patens), Thesium ebracteatum
- amfibieni (2): buhai de baltă cu burta roșie (Bombina bombina), triton cu creastă (Triturus cristatus)
- mamifere (3): lupul (Canis lupus), castor (Castor fiber), vidră de râu (Lutra lutra)
- nevertebrate (5): albilița portocalie (Colias myrmidone), rădașcă (Lucanus cervus), fluturele purpuriu (Lycaena dispar), Osmoderma eremita, Unio crassus
- pești (10): avat (Aspius aspius), zvârluga (Cobitis taenia), zglăvoacă (Cottus gobio), Eudontomyzon mariae, cicar (Lampetra planeri), țipar (Misgurnus fossilis), boarță (Rhodeus amarus), Rhynchocypris percnurus, Romanogobio albipinnatus, dunăriță (Sabanejewia aurata)
- reptile (1): țestoasa de baltă (Emys orbicularis)